# Штефан Ліндеманн
Ште́фан Лі́ндеманн (нім. Stefan Lindemann; *30 вересня 1980, Ерфурт, НДР) — німецький фігурист, що виступає у чоловічому одиночному фігурному катанні, найсильніший фігурист-одиночник 2000-х років своєї країни. 
Він є першим в історії німецького фігурного катання представником країни, що став чемпіоном світу з фігурного катання серед юніорів (2000 рік). Пік дорослої спортивної кар'єри Ліндеманна припав на сезони 2003/2004 і 2004/2005, коли він ставав бронзовим призером Чемпіонату світу 2004 року і Європи 2005 року. Штефан Ліндеманн є семиразовим чемпіоном Німеччини з фігурного катання (2000, 2002, 2004—07, 2010).

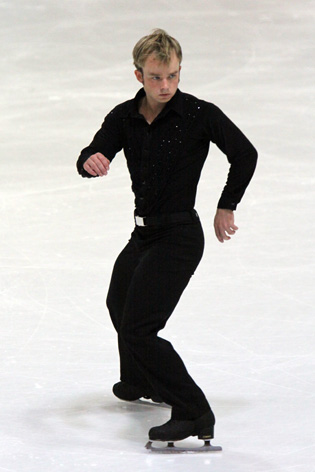
Ліндеманн на «Nebelhorn Trophy»—2009

Спортмена вирізняє атлетичне і водночас м'яке катання, однак йому властиві перепади спортивної форми і зриви під час виконання програм. Штефан і в 30 років лишається надією німецького чоловічого фігурного катання.

## Кар'єра
Штефан почав займатися фігурним катанням у 4-річному віці. Його перший тренер — Соня Морґенштерн у Ерфурті. 
Згодом тренером Ліндеманна стала Ілона Шіндлер у відомому ерфуртському спортклубі. А 2004 року до підготовки Штефана підключився видатний німецький тренер-фахівець Ютта Мюллер. Кропітка робота мала наслідком справжній злет дорослої спортивної кар'єри Ліндеманна — він виграв бронзу світової першості з фігурного катання 2004 року (зокрема виконавши четверний тулуп), а наступного року (2005) — став бронзовим призером Чемпіонату Європи з фігурного катання. 
На спортсмена покладались значні надії. 2006 року Штефан поміняв тренера — ним стала Віола Штріґлер у Берліні. Але восени 2007 року фігурист зазнав значної травми паху й переніс серйозну операцію, — через що був змушений пропускати фактично всі старти наступних 2 сезонів (на міжнародній арені німецьке чоловіче одиночне катання представляли молодші колеги по збірній Ліндеманна), це ж далося взнаки на формі спортсмена.
У 2009 році Штефан взяв участь у турнірі «Nebelhorn Trophy»—2009, на якому посів 8-е місце, забезпечивши для Німеччини одну путівку в олімпійському турнірі фігуристів-одиночників на XXI Зимовій Олімпіаді (Ванкувер, Канада, 2010). У грудні 2009 року він усьоме став чемпіоном Німеччини. У цьому ж олімпійському сезоні (2009/2010) у січні 2010 року на Чемпіонаті Європи 2010 року з фігурного катання показав достатньо високий 9-й результат, знову виборовши для Німеччини право наступного сезону виставляти на європейській першості з фігурного катання 2-х фігуристів у змаганнях одиночників. У лютому 2010 року в складі Олімпійської Збірної Німеччини Штефан на головному старті сезоні, заради якого в принципі і повертався на міжнародний рівень, — у олімпійському турнірі фігуристів-одиночників на XXI Зимовій Олімпіаді (Ванкувер, 2010) чудово відкатав коротку програму, проте оцінками й місцем (17-е) був незадоволений, у довільній же припустився значних помилок, був суворо оцінений суддями (23-я позиція), і зрештою опинився на невисокому 22-му місці фіналу змагань. Після Олімпіади спортсмен має намір завершити любительську кар'єру й перейти на тренерську роботу в Збірній Німеччині з фігурного катання.

## Спортивні досягнення

### після 2007 року
| Сезони/Змагання                       | 2008/2009 | 2009/2010 |
| ------------------------------------- | --------- | --------- |
| Зимові Олімпійські ігри               |           | 22        |
| Чемпіонати Європи з фігурного катання |           | 9         |
| Чемпіонати Німеччини                  |           | 1         |
| Турніри: «Nebelhorn Trophy»           |           | 8         |
| Турніри: «Merano Cup»                 |           | 8         |
| Турніри: «NRW Trophy»                 | 16        |           |
| Турніри: «Ice Challenge»              |           | 5         |

### до 2007 року
| Сезони/Змагання                                    | 1998/1999 | 1999/2000 | 2000/2001 | 2001/2002 | 2002/2003 | 2003/2004 | 2004/2005 | 2005/2006 | 2006/2007 |
| -------------------------------------------------- | --------- | --------- | --------- | --------- | --------- | --------- | --------- | --------- | --------- |
| Зимові Олімпійські ігри                            |           |           |           |           |           |           |           | 21        |           |
| Чемпіонати світу з фігурного катання               | 13        | 14        | 18        |           |           | 3         | 12        |           | 12        |
| Чемпіонати Європи з фігурного катання              | 17        | 8         |           | 12        | 12        | 5         | 3         | 12        | 11        |
| Чемпіонати світу з фігурного катання серед юніорів | 14        | 1         |           |           |           |           |           |           |           |
| Чемпіонати Німеччини з фігурного катання           | 2         | 1         |           | 1         | 2         | 1         | 1         | 1         | 1         |
| Етапи Гран-Прі: «Cup of Russia»                    |           |           |           |           |           |           |           | 4         |           |
| Етапи Гран-Прі: «NHK Trophy»                       |           |           |           |           |           |           |           | 11        |           |
| Етапи Гран-Прі: «Skate America»                    |           |           |           |           |           | 9         | 9         |           |           |
| Етапи Гран-Прі: «Skate Canada International»       |           |           |           |           |           |           | 6         |           |           |
| Етапи Гран-Прі: «Cup of China»                     |           |           |           |           |           |           | 3         |           |           |
| Етапи Гран-Прі: «Trophee Lalique»                  |           |           |           |           |           | 11        |           |           |           |
| Етапи Гран-Прі: «Bofrost Cup»                      |           |           |           | 7         |           | 1         | 1         |           |           |
| Турніри: «Nebelhorn Trophy»                        |           |           |           | 8         |           |           |           | 1         |           |
| Меморіали Ондрея Непела                            |           |           |           |           | 2         | 2         | 1         |           |           |
| Фінали юніорського Гран-Прі                        | 4         | 2         |           |           |           |           |           |           |           |
| Етапи юніорського Гран-Прі, Словаччина             |           | 1         |           |           |           |           |           |           |           |
| Етапи юніорського Гран-Прі, Канада                 |           | 5         |           |           |           |           |           |           |           |
| Етапи юніорського Гран-Прі, Болгарія               | 2         |           |           |           |           |           |           |           |           |
| Етапи юніорського Гран-Прі, Німеччина              | 2         |           |           |           |           |           |           |           |           |

## Виноски
1. ↑  Результати турніру Icechallenge, Грац, Австрія. Архів оригіналу за 31 жовтня 2009. Процитовано 16 лютого 2010.